# David Healy (astrónomo)
David B. Healy (Los Ángeles, California; 22 de diciembre de 1936-Sierra Vista, Arizona; 6 de junio de 2011) fue un astrofotógrafo y descubridor de asteroides estadounidense  conocido por sus contribuciones al Manual Celeste de Burnham.

## Biografía
David B. Healy nació en 1936 en Los Ángeles, California. Fue analista de la industria automotriz para Drexel Burnham en Nueva York y luego corredor de bolsa antes de retirarse a Arizona. Dedicó su vida a la astronomía y al descubrimiento de planetas. Mientras estuvo en Nueva York, fue miembro durante mucho tiempo de la Sociedad Astronómica de Long Island. Una vez en Sierra Vista, Arizona, se convirtió en un miembro valioso del Club de Astronomía de Huachuca.
Fue reconocido por su trabajo pionero en astrofotografía (en particular con astrofotografía en emulsión enfriada e hiperextada antes de que la plata se convirtiera en silicio) y realizó múltiples contribuciones a las principales publicaciones de astronomía. Healy estableció el Observatorio de Junk Bond en Arizona para el trabajo visual y la recuperación de planetas menores.
El 4 de septiembre de 1999, Myke Collins y M. White descubrieron un asteroide del cinturón principal en Anza. Se llamó 66479 Healy en su honor. Healy fue también un colaborador original del Manual Celeste de Burnham. El Observatorio de Junk Bond establecido por Healy opera un reflector Ritchey Chretien de 32 pulgadas principalmente para astrometría planetaria menor y se le atribuye más de 500 descubrimientos. Tras la muerte de su colega y codescubridor Jeffrey S. Medkeff en 2008, Healy decidió participar en la búsqueda de exoplanetas. 
Fue editor colaborador de la revista Astronomy. Bloomberg Press analizó su particular transición de analista de inversiones a astrónomo aficionado.